# Henrik Smedegaard
Henrik Smedegaard (født 6. juni 1985) er en dansk tidligere professionel fodboldspiller. Han indstillede sin karriere i februar 2013 efter hans kontrakt med AC Horsens udløb.

## Karriere
Henrik Smedegaard spillede i sin ungdom for Snejbjerg S. G. & I. og Ikast FS og som senior for FC Midtjylland, Vejle Boldklub, Kolding FC, FC Fredericia og AC Horsens. Han spillede 20 kampe for diverse ungdomslandshold og omkring 250 førsteholdskampe for de klubber han repræsenterede som seniorspiller.
Han fik den 21. marts 2004 debut for FC Midtjylland som 18-årig i udekampen i Parken mod FC København og spillede fast for klubben i slutningen af efteråret 2004. Han skiftede i 2005 til Vejle Boldklub og rykkede sammen med klubben op i Superligaen i sommeren 2006. Længst tid og flest kampe spillede han for FC Fredericia, for hvem han også var anfører i sæsonen 2011/2012.
Hans sidste klub blev AC Horsens, hvor han spillede fra sommeren 2012 og et halvt år frem. Den sidste kamp spillede han for AC Horsens den 9. december 2012 i hjemmekampen mod FC Midtjylland, og han meddelte i starten af februar 2013, at han indstiller sin fodboldkarriere på højt plan for i stedet at hellige sig blandt andet sine jurastudier.